# Dichondra rampant
Espèce
Le Dichondra rampant, Dichondra repens, est une espèce des plantes à fleurs de la famille des Convolvulaceae. C'est une plante vivace originaire de Nouvelle-Zélande et d'Australie. 
Elle est utilisée comme couvre-sol.